# Xa Dung
Xa Dung là một xã thuộc huyện Điện Biên Đông, tỉnh Điện Biên, Việt Nam.

## Địa lý
Xã Xa Dung nằm ở phía bắc huyện Điện Biên Đông, có vị trí địa lý:
- Phía đông giáp tỉnh Sơn La
- Phía tây giáp xã Na Son
- Phía nam giáp xã Chiềng Sơ và xã Phì Nhừ
- Phía bắc giáp huyện Mường Ảng.

Xã Xa Dung có diện tích 90,62 km², dân số năm 2022 là 6.775 người,  mật độ dân số đạt 74 người/km².

## Hành chính
Xã Xa Dung được chia thành 19 thôn, bản.

## Lịch sử
Năm 1948, xã chính thức được đặt tên là Xa Dung như ngày nay.
Ngày 7 tháng 10 năm 1995, Chính phủ ban hành Nghị định số 59-CP về việc chuyển xã Xa Dung thuộc huyện Điện Biên về huyện Điện Biên Đông mới thành lập quản lý.